# Szanda
Szanda is een plaats (község) en gemeente in het Hongaarse comitaat Nógrád. Szanda telt 715 inwoners (2001).